# Diego Chafer
Diego Chafer (Valencia, 30 agosto 1913 – Valencia, 2 settembre 2007) è stato un ciclista su strada spagnolo.
Professionista dal 1935 al 1945.

## Carriera
Diego Chafer in undici anni di competizioni tra i professionisti corse sempre da individuale, tranne una stagione nel C.F. Barcellona, e ottenne due successi: la quarta tappa del Volta Ciclista a Catalunya del 1939, quando arrivò secondo nella classifica finale, ed il Circuito Ribera Jalon l'anno seguente.
Nel 1942 terminò secondo alla Vuelta a España e salì due volte sul podio del campionato spagnolo in linea, secondo nel 1940 e terzo nel 1943. Ottenne altri piazzamenti nella Madrid-Valencia, terzo posto nel 1940 e il secondo nel 1943, il terzo nella Vuelta a Levante del 1942 e due podi nella Volta a la Comunitat Valenciana del 1940 e del 1942.

## Palmarès
- 1939

4ª tappa Volta Ciclista a Catalunya
- 1940

Circuito Ribera Jalon

## Piazzamenti

### Grandi giri
- Vuelta a España

1941: ritirato
1942: 2º
1945: 7º